# 加藤尋久
加藤 尋久（かとう ひろなが、1967年6月16日 - ）は、埼玉県出身の元ラグビー選手、ラグビー指導者。ポジションはSO（スタンドオフ）、CTB（センター）。
現在は東京都世田谷区用賀にあるトレーニングサロン「エウレカ」の代表としてパーソナルトレーニングを中心に行なっている。

## プロフィール
・埼玉県出身
・ブルテリアを２匹（ブンタとバナナ）飼っている

## 競技実績
熊谷工業でラグビーを始める。スタンドオフとして全国大会4強2回。
1986年、明治大学に入学。2年生の時には伝説の「雪の早明戦」に出場した。
1990年、神戸製鋼に入社、同社ラグビー部（現神戸製鋼コベルコスティーラーズ）に入部しV3～V7の5年間在籍。日本代表ではアルゼンチン遠征でキャップ2。1996年度で現役引退。

## 指導実績
■7人制
1997-2001 7人制日本代表ヘッドコーチ
1999 WSS香港大会プレートトーナメント優勝
2000 WSS東京大会プレートトーナメント優勝
2001 W-Cupアルゼンチン大会プレートトーナメント進出（日本初）
2002 女子7人制日本代表HC 香港大会参加

■15人制
1997-1999　日本代表デベロップメントコーチ
1997-2000　明治大学ラグビー部BKコーチ
1997-2003 清水建設ブルーシャークスヘッドコーチ
2003-2006 トップリーグ・セコムラガッツ監督
2006 日本代表U23 NZ遠征ヘッドコーチ
2006-2008 東海大学ラグビー部ヘッドコーチ　※リーチ・マイケル指導
2006-2008 関東代表 NZ遠征・三地域対抗監督
2006-2008 関東学生代表コーチ
2008-2009 キヤノンラグビー部スポットコーチ
2009-2016 日本大学ラグビー部 監督
2016-2018 青山学院大学ラグビー部 監督
2018-2018 熊谷高校ラグビー部・青山学院中等部スポットコーチ
2019-2022年 クリーンファイターズ山梨の監督

## 資格
日本体育協会公認指導者資格ラグビーコーチ
日本ラグビーフットボール協会認定S級コーチ
ワールドラグビーコーチライセンスLev.3.
オーストラリアコーチングライセンスLev.2.